# マエヲムケ
「マエヲムケ」は、Hey! Say! JUMPの楽曲。22作目のシングルとして、2018年2月14日にジェイ・ストームから発売。

## 概要
- 前作「White Love」から2ヶ月ぶりのシングルとなる。

- 初回限定盤・通常盤初回プレス仕様・通常盤の3種での発売となり、それぞれ収録曲・ジャケット写真ともに異なる。

- 表題曲は、メンバーの山田涼介主演 日本テレビ系土曜ドラマ『もみ消して冬〜わが家の問題なかったことに〜』の主題歌であり、前向きな応援ソングをテーマにしている。[2]

- 初回限定盤・通常盤初回プレスには、オリジナル・カラオケ1曲を収録。

- 初回限定盤には、表題曲のビデオ・クリップ+メイキングとカップリング曲「Love Hurricane」を収録。[2]

- 通常盤初回プレスには、発売日にちなんだ「バレンタインお返しソング」[2]として、「BE MY VALENTINE!」と「チョコラタ」のカップリング2曲を収録。

- 通常盤には、カップリング曲「NEW LIFE」「Diggy Down」「Snow Memories」に加え、オリジナル・カラオケ4曲を収録。

## 予約先着特典

### 通常盤
1. オリジナル・ポスター

## 封入特典

### 初回限定盤
1. 歌詞ブックレット(16P)

### 通常盤初回プレス盤
1. 歌詞ブックレット(28P)

## チャート成績
- 2018年2月26日付のオリコン週間シングルランキングによると、初週24.5万枚を売上げて1位となった。デビューからシングル22作連続1位獲得は歴代3位タイ。[3]

- Billboard JAPANによると、初週261,950枚を売上げてシングル・セールス、ルックアップともに1位を獲得。JAPAN HOT100総合首位となった。[4]

## 収録曲

### CD

#### 通常盤
1. マエヲムケ
作詞:MICO#/作曲:Victor Sagfors、KOUDAI IWATSUBO/編曲:遠藤ナオキ
  - 山田涼介主演 日本テレビ系ドラマ「もみ消して冬〜わが家の問題なかったことに〜」主題歌
2. NEW LIFE
作詞･作曲:twelvelayers/編曲:Aaltostratus
3. Diggy Down
作詞:ケリー/作曲:Kevin Charge、Funk Uchino/編曲:TAKAROT
4. Snow Memories
作詞:大木隆弘/作曲:三留一純/編曲:吉岡たく
5. マエヲムケ（オリジナル・カラオケ）
6. NEW LIFE（オリジナル・カラオケ）
7. Diggy Down（オリジナル・カラオケ）
8. Snow Memories（オリジナル・カラオケ）

#### 通常盤/初回プレス
1. マエヲムケ
2. BE MY VALENTINE!
作詞･作曲･編曲:CHI-MEY
メンバーそれぞれが考えた9つのエピソードを織り交ぜて制作したバレンタインお返しソング。
3. チョコラタ
作詞:MiNE/作曲･編曲:Josef Melin
4. チョコラタ（オリジナル・カラオケ）

#### 初回限定盤
1. マエヲムケ
2. Love Hurricane
作詞:TOA/作曲:Kevin Charge、Chris Meyer/編曲:石塚知生
3. Love Hurricane（オリジナル・カラオケ）

### DVD
※初回限定盤のみ
1. 「マエヲムケ」ビデオ・クリップ+メイキング